# 富士岡村
富士岡村（ふじおかむら）は、静岡県の北東、富士山東麓にあった駿東郡の村。1955年に周辺町村と合併し、御殿場市になった。

## 地理
黄瀬川流域に集落があり、東側は箱根山、西側は富士山麓の大野原に面している。

## 歴史
- 1889年（明治22年）4月1日 - 中山村、中清水村、竃新田、萩蕪村、沼田村、二子村、神山村、駒門新田、大坂村が合併して富士岡村が発足。村役場は富士岡村中山に置かれた。
- 1955年（昭和30年）2月11日 - 御殿場町、原里村、玉穂村、印野村と合併し、御殿場市になった。村役場は御殿場市役所富士岡支所として引き継がれた。他の合併町村が東富士演習場内に町村有地を有していたのに対して、富士岡村はあまり財産がなかったので、財産区は設置されず、財産は市に引き継がれた。

## 米軍進駐
第二次世界大戦後のアメリカ軍進駐時に、富士岡中学校付近が接収され、米軍キャンプの中に中学校があるという異常事態になった。さらに、その周囲を売春婦がうろつく惨状が国会で取り上げられた。

## 交通
- 御殿場線富士岡駅